# Christian Bohr
Christian Harald Lauritz Peter Emil Bohr (14. marts 1855 i København – 3. februar 1911 i København) var en dansk mediciner, søn af skolemanden H.G. Bohr, bror til Henrik Bohr og far til fysikeren Niels Bohr og matematikeren Harald Bohr.
Christian Bohr skrev sin første videnskabelige afhandling: Om Salicylsyrens Indflydelse på Kødfordøjelsen, da han var 22 år gammel. I 1880 fik han medicinsk eksamen, og han blev udnævnt til professor i fysiologi på Københavns Universitet i 1886.
Christian Bohr har givet navn til den såkaldte Bohr-effekt, som beskriver påvirkninger af CO2 og pH på hæmoglobins iltaffinitet.
Han blev gift med Ellen Adler i 1881. Bohr var Ridder af Dannebrog og Dannebrogsmand og ligger begravet på Assistens Kirkegård.